# Круна Светог Стефана
Круна Светог Стефана (мађ. Szent Korona) је круна је којом су крунисани мађарски краљеви од 13. века. Са њом су биле повезане Земље круне Светог Стефана.

## Изворна круна Светог Стефана
Крунисања првог хришћанског мађарског краља Стефана I (мађ. István), који је касније проглашен светим, означила је почетак мађарске државности. Дан крунисања био је или Божић 1000, или 1. јануар 1001. године. Мало је вероватно да је данашња Круна Светог Стефана управо она којом је крунисан краљ Стефан и коју му је послао папа Силвестер II. Године 1038. Свети Стефан Мађарски је умро без наследника, будући да му је син, Емерик, прерано умро. На самрти, стари је краљ Мађарску посветио девици Марији, проглашавајући је заштитницом Мађарске (лат. Patrona Hungariae).

## Садашња круна Светог Стефана
Садашња Круна Светог Стефана, према начину на који је израђена, вероватно представља спој више елемената. Томе сведочи положај малог златног крста који је завртњем причвршћен на прекрштени део круне и то баш на месту где се налази Христов лик, тако да му пробија груди. То никако није могао бити изворни облик. Уз то, више слика апостола се преклапа или нису сложене редом. Зато се претпоставља да круну, у садашњем облику, није начинио неки угледни краљевски златар, него је током времена настала склапањем више делова. Ову претпоставку потврђује и необични облик, као и њена величина, због које је потребна врло дебела постава како би круну ико могао да стави на главу. Круна је, такође, и изузетно неуједначеног тежишта, па представља прилично оптерећење за врат онога који је носи.
Према једној теорији, круна се састоји од два дела: доњег који представља византијску круну и горњег у облику крстасте капе. Нижа, „Византијска круна“ (лат. Corona Graeca)), можда потиче из 1070-их. Њени медаљони упућују на то да би могла бити поклон византијског цара Михаила VII Парапинака византијској принцези Синадени, жени мађарског краља Гезе I (1074—1075). Један медаљон управо приказује тога краља, а натпис на грчком каже: „Геза, одани краљ Турске“. Треба знати да су Византинци у то време редовно Мађарску називали „Турском“. Краљ је на медаљону приказан са круном која личи на доњи део круне Светог Стефана, само без реса. Горњи део крстастог је облика и носи латински натпис, па се због тога и назива „Латинском круном“ (лат. Corona Latina)). Њен облик подсећа на облике реликвијара лобање. У почетку је вероватно у дну имала дванаест медаљона с ликовима апостола, а на горњем, крстастом делу, лик Христа на престолу. Кад је причвршћена на доњу круну, вероватно је са сваке од четири стране исечена по једна плоча, тако да је остало само осам медаљона са апостолима.
Већина историчара се слаже да су та два дела круне спојена до задње четвртине 12. века. Крст на врху је накривљен и у том положају се налази бар од 1790. године. Више је теорија о томе како је дошло до тог оштећења.
Најпознатија је легенда према којој се крст на врху круне накривио у доба краља Ладислава V Посмрчета (1444—1457). Како је био још дете, племство је за краља изабрало пољског краља Владислава I. На то је Ладиславова мајка Елизабета, ћерка Жигмунда Луксембуршког наредила дворској дами Хелени Котанер да украде круну и донесе је у Бечко Ново Место како би се њом крунисао њен син. То јој је и успело, али се приликом превоза крст оштетио и накривио.

## Церемонија крунисања
Сами обреди крунисања никада нису били одређени законом, него су се одвијали према обичајном праву. Крунисање је у почетку био искључиво црквени чин, али је мало помало све више добивао световни, уставноправни значај. Мађарски краљеви до Фердинанда I крунисали су се у Столном Београду (мађ. Székesfehérvár), од Фердинанда I у Пожуну, а од краја 18. века у Будиму. Право крунисања краља неоспорно је имао мађарски примас острогонски надбискуп. Ако би надбискупска столица била упражњена или надбискуп био спречен, крунисања је могао обавити и неки други надбискуп или бискуп. Од крунисања Јосипа I 1687, круну је заједно са мађарским примасом на главу новог краља стављао и палатин као представник народа.
Најстарији исцрпнији опис крунисања једног мађарског краља, Ладислава V Посмрчеа 1440, потиче од Цалимахуса (лат. Callimachusa), хуманисте на пољском двору. Крунисање Владислава II 1490. је описао италијански дворски историчар Матије Корвина Антониус Бонфини. Оба та описа су непотпуна. Први потпун и исцрпан опис церемоније крунисања дао је чувар круне Светог Стефана Петрус де Рева (лат. Petrus de Rewa), организатор крунисања Фердинанда II 1618. године. Отада па све до крунисања последњега мађарског краља Карла IV. 1916. церемоније крунисања остале су исте.
Краљ Франц Јозеф крунисан је круном Светог Стефана (2. јуна 1867).
Крунисања су се одвијала увек у цркви. Краљ би најприје клекнуо пред олтар и дотичући Еванђеље положио црквену заклетву праведности и мира (iuramentum iustitiae et pacis). После тога би острогонски надбискуп помазао краља и огрнуо га плаштом Светог Стефана. Затим би почела би црквена церемонијална служба. Током мисе краљ би поново клекнуо на степенице главног олтара након чега би калочки надбискуп на латинском позвао угарског примаса острогонског надбискупа да обави крунисање.
После тога би уследило крунисање. Острогонски надбискуп ставио би новом краљу (од 1687. заједно с палатином) круну Светог Стефана на главу. Палатин би након тога први узвикнуо: Живио крунисани мађарски краљ! Затим би новом краљу дворски судија (Iudex Curiae) предао жезло, хрватски бан краљевску јабуку и врховни дворски штитоноша мач Светог Стефана. Краљица је такође била крунисана, али не круном Светог Стефана. Њом би јој мађарски примас дотакао само десно раме, а потом би је веспремски бискуп, који је традиционално био краљичин канцелар, крунисао кућном круном којом су се крунисале супруге владара. Краљица би се након тога вратила у краљевски двор и не би више суделовала у церемонијама крунисања.
Краљ би се након службе упутио пешке у свечаној поворци у другу цркву (у Пожуну је то била фрањевачка црква). Пред њим би се носиле заставе десет земаља које припадају или су некад припадале земљама круне Светог Стефана. Иза краља корачао би ризничар и бацао међу окупљени народ златнике и сребрњаке. Стигавши у другу цркву краљ би сјео на престоље и неколико племића прогласио витезовима дотакнувши им мачем десно раме. Ти витезови су се звали витезови Златних мамуза (aurati equites). Краљ би затим, седећи на престолу, лично пресудио у неколико судских парница у складу са средњовековним схватањем по којем је суђење и чување правде највиша обавеза краља у доба мира. Након тога уследио би чин свечаног полагања заклетве. Краљ би се у пратњи острогонског и калочког надбискупа, палатина и још неких барона краљевства упутио до подијума, који је за ту прилику направљен под ведрим небом. Тамо би краљ подигнувши три прста десне руке и са крстом у левој руци изговорио речи заклетве. Текст заклетве читао би острогонски надбискуп. Краљ би се затим попео на коња и одјахао у великој поворци до крунидбеног брежуљка. Тамо би извукао мач и замахнуо њиме према све четири стране света, што је симболизовало његову спремност да брани земљу од свих непријатеља. Овиме би се церемонија крунисања завршила.

## Значење круне
Материјална вредност круне Светог Стефана процењена је почетком 19. века на само 20.000 златних форинти, но њено је симболичко значење много веће. Примера ради, Карло I Роберт, морао је трипут бити крунисан, све док 1310. није извршено и крунисање круном Светог Стефана, и тек тада и законито је постао краљ. Новији пример је Мађарска између два светска рата. Након што је последњи аустроугарски цар Карл I (у Хрватској и Мађарској Карло IV.) 1921. безуспешно покушао повратак на мађарски престо, Мађарска је остала краљевина без краља све до 1946.
Миклош Хорти (мађ. Miklós Horthy) је владао као намесник, а круни је приписана посебна правна особност и то на тај начин да сва овлашћења монарха, намесника или владе проистичу из свете моћи круне.
Народ у Мађарској поштује круну у смислу подсетника на опстанак мађарског народа и његове државности и поред несигурних времена у историјским раздобљима.

## Краљевска обележја данас
- Круна је више пута кроз историју била украдена, сакривана, изгубљена и налажена. Задњи пут је после Другог светског рата однета у САД, где је извршена и детаљна анализа њеног састава и историје. Амерички председник Џими Картер ју је вратио 1978. Мађарској, и од тада је чувана у Мађарском народном музеју. После пада комунизма круна је одлуком мађарског парламента из 1990. враћена на државни грб. Сама круна Светог Стефана са осталим краљевским обележјима (лат. regalia), жезлом, краљевском јабуком и мачем, пренета је 1. јануара 2000, на 1.000-иту годишњицу крунисања Светог Стефана, у зграду мађарског парламента где је трајно изложена.
- Велики плашт, због свог осетљивог стања, остао је у музеју, чуван у посебним условима. За тај црвени плашт се тврди да је из времена краља Стефана , и да је сашивен 1030. године. Натпис на њему каже да је реч о поклону краљице и њених монахиња. На плашту се на леђима налази и једини познати портрет тога краља (на њему краљ носи круну другачијег облика од данашње круне Светог Стефана).
- Жезло је вероватно уметнички највреднији део мађарских краљевских обележја. Садржи куглу од горског кристала с урезаним лавовима, што је производ фатимидског царства из 10. века. Држач се састоји од дрвене палице обложене финим сребрним орнаментима.
- Церемонијални равни мач који се чува уз круну италијанске је израде и потиче из 14. века. Изворни мач Светог Стефана налази се од 1368. у Прагу у Катедрали светог Вида.
- Копље краља Стефана I, које се види на портрету краља на плашту, вероватно је 1100. године прешло у власт цара Светог римског царства.